# Алан Бредлі
А́лан Бре́длі (англ. Alan Bradley; нар. 10 жовтня 1938, Торонто, Онтаріо, Канада) — канадський письменник, журналіст і сценарист. Президент Товариства письменників Саскатун та засновник Гільдії письменників Саскачевана. Відомий серією детективних творів про Флавію де Люс.

## Біографія
Народився 1938 року в Торонто, ріс у містечку Кобург у неповній родині — батько полишив сім'ю ще коли Алан був маленьким. У родині крім Алана були ще дві старші сестри.
Здобув освіту в галузі електроніки.
Працював на телерадіостанції в Онтаріо, університеті Раєрсон в Торонто. На посаді телевізійного директора в медіацентрі Саскачеванського університету пропрацював до 1994 року.
Мешкав у місті Саскатун, де приєднався до літературних гуртків і почав спілкуватися з письменниками. Написав кілька оповідань, які були зачитані на Сі-Бі-Сі, а також опубліковані в місцевих літературних журналах.
У 1994 році Алан зі своєю дружиною Ширлі переїхав до Келоуна.
У співавторстві з Вільямом Серджантом написав книгу «Міс Холмс з Бейкер-Стріт», згодом — мемуари «Біблія взуттєвої коробки».
У 2006 році Бредлі опублікував перший роман з серії «Флавія де Люс» «Солодкість на скоринці пирога».
У 2007 році отримав премію «Кинджал дебютанта» (Dagger Award). У 2009 — премію Агати Крісті в номінації «найкращий першій роман» (2009) та ін. У 2010 за цей роман отримав премію Діліс.
Книги були видані більш ніж у 30 країнах світу, в тому числі й в Україні
Компанія «Neal Street Productions» уклала договір на екранізацію його творів.

## Серія «Флавія де Люс»
В українському перекладі видано перші дві книги серії: «Солоденьке на денці пирога» (2016) та «Трава, що сумку ката обвива» (2017).
Бредлі А. Солоденьке на денці пирога / пер. з англ. Марії Лапенко. — Харків: Книжковий Клуб «Клуб Сімейного Дозвілля», 2016. —  336 с. —  ISBN 978-617-12-0511-6
Бредлі А. Трава, що сумку ката обвива / пер. з англ. Юлії Максимейко. — Харків: Книжковий Клуб «Клуб Сімейного Дозвілля», 2017. —  320 с. -  ISBN 978-617-12-3211-2